# Liste der Monuments historiques in Margny (Marne)
Die Liste der Monuments historiques in Margny führt die Monuments historiques in der französischen Gemeinde Margny auf.

## Liste der Objekte
| Bezeichnung      | Beschreibung                                     | Standort                        | Kennzeichnung | Schutzstatus | Datum | Bild |
| ---------------- | ------------------------------------------------ | ------------------------------- | ------------- | ------------ | ----- | ---- |
| Kronleuchter (1) | Kristallglas, 18. Jahrhundert                    | in der Kirche St-Sulpice (Lage) | PM51002882    | Inscrit      | 1978  |      |
| Kronleuchter (2) | Kristallglas, 18. Jahrhundert                    | in der Kirche St-Sulpice (Lage) | PM51002883    | Inscrit      | 1978  |      |
| Hauptaltar       | Altartisch und Tabernakel; Holz, 18. Jahrhundert | in der Kirche St-Sulpice (Lage) | PM51002884    | Inscrit      | 1978  |      |